# 土方
土方是殷墟出土卜辞中见到的一个商代的方国部落，根据卜辞记载，它们在商王武丁前活动于商部落的西北部边缘地区，大致在今山西省汾河流域。
土方是一个强大的方国，是武丁以及先前商王的长期征讨的对象。武丁征服土方之後，在其腹地“唐土”建设大型城邑“唐”，镇压控制土方人民，此後不再有土方叛变的记载。武丁时期的一期卜辞中有多片与土方有关。此时的土方还颇为强盛，所以常与商部族争战。卜辞中有「土方与𢀛方同贞」的现象，可能同为殷墟西部的方国。
根据传世文献记载，商汤革夏后，夏部落的剩余势力主要留居中原。

## 現代研究
郭沫若、胡厚宣、程憬等认为甲骨文中的土方就是战败後的夏人。
郭沫若認為土方為玁狁部落之一，其領土位於今包頭附近。

## 引用文献
1. 1 2  胡厚宣、胡振宇. . 上海人民出版社. 2003年4月: 第41—52页. ISBN 7-208-04584-4 （中文（中国大陆））.
2. ↑  《荀子·儒效篇第八》.
3. ↑  傅斯年. . 《安阳发掘报告》. 1930年, (第2期) （中文（繁體））.
4. ↑  郭沫若. . 《中国古代社会研究》. 1930年: 第351页 （中文（繁體））.
5. ↑  程憬. . 《大陆杂志》. 1932年, 卷一 (第5、6期) （中文（繁體））.
6. ↑   參:

1. ↑  胡宣厚〈甲骨文土方為夏民族考〉，收入《甲骨文獻集成》第28冊，頁211-3，1989年。
2. ↑  郭沫若〈土方考〉，收入《郭沫若全集》。